# Хорошевская (Ростовская область)
Хоро́шевская — станица в Цимлянском районе Ростовской области.
Входит в состав Саркеловского сельского поселения.

## География
Около станица находится балка Большой Буерак.

## История
Станица Хорошевская — место нахождения старой станицы Цимлянской. Последняя была перенесена в новое место в связи с поднятием воды.
Неподалёку также был хутор Потайновский, где были раскопаны древности хазарского времени.

## Население
| 2010 |
| ---- |
| 488  |

## Улицы[6]
| - ул. Винзаводская, - ул. Казачья, - ул. Морская, - ул. Набережная, - ул. Приморская, | - ул. Релейная, - ул. Садовая, - ул. Станичная, - ул. Степная, - ул. Центральная, | - пер. Молодёжный, - пер. Почтовый, - пер. Тихий, - пер. Церковный, - пер. Школьный. |